# والتر ایزاکسون
والتر ایزاکسون (به انگلیسی: Walter Isaacson) (متولد ۲۰ مه ۱۹۵۲)، نویسنده و زندگی‌نامه‌نویس آمریکایی است. وی سابقه ریاست هیئت مدیر و مدیر عاملی سی‌ان‌ان و مدیر عاملی هفته‌نامه تایم را در کارنامه خود دارد. وی زندگی‌نامه استیو جابز، هنری کسینجر، آلبرت اینشتین، ایلان ماسک و بنجامین فرانکلین را نوشته‌است. زندگی‌نامه استیو جابز که پس از درگذشت جابز در اکتبر ۲۰۱۱ منتشر شد، پرفروشترین کتاب سال ۲۰۱۱ شد و تمام رکوردهای فروش زندگی‌نامه‌ها را شکست.

## کتابها
- The Wise Men: Six Friends and the World They Made (1986, Simon & Schuster) – with Evan Thomas.
- Kissinger: A Biography (1992, Simon & Schuster)
- Benjamin Franklin: An American Life (2003, Simon & Schuster)
- Einstein: His Life and Universe (2007, Simon & Schuster)
- American Sketches (2009, Simon & Schuster)
- Steve Jobs (2011, Simon & Schuster) استیو جابز
- The Innovators: How a Group of Inventors, Hackers, Geniuses, and Geeks Created the Digital Revolution (2014, Simon & Schuster)
- Leonardo Da Vinci (2017, Simon & Schuster) لئوناردو داوینچی